# 舊胡蒂斯卡
50°9′24″N 26°26′6″E / 50.15667°N 26.43500°E
舊胡蒂斯卡（羅馬化：Stara Hutyska）是烏克蘭西部的村莊，隸屬赫梅利尼茨基州的舍佩蒂夫卡區。該村處於胡蒂斯卡河畔，始建於1729年，面積0.503平方公里，海拔高度287米，2001年人口79。